# Муат, Мария Павловна
Мари́я (Мариэ́тта) Па́вловна Муа́т (31 декабря 1923 — 4 сентября 2010) — советский кинорежиссёр, сценарист и кинокритик. Автор фильмов, ряда телеверсий спектаклей Малого театра и МХАТа, где запечатлены «великие старики» русского театра. Мать режиссёра-мультипликатора Марии Муат.

## Биография
Родилась 31 декабря 1923 года.
В 1945 году поступила на режиссёрский факультет ГИТИСа имени А. В. Луначарского (мастерская Б. Е. Захавы, затем М. О. Кнебель), там же познакомилась со своим будущим мужем Андреем Муатом, приёмным сыном художника Бориса Такке. По окончании института в 1951 году работала в театре, с 1960 по 1987 год — на Центральном телевидении (ТО «Экран»). Стояла у истоков технических «революций» на отечественном телевидении, разработав методику многокамерных съёмок.
Сохранив архив художника Бориса Такке, рассказы и воспоминания о нём друзей и близких, стала автором-составителем альбома о его судьбе и творчестве — «Борис Такке. Загубленный талант» (2008). По словам Марии Муат, ей как кинорежиссёру удалось создать «фильм на бумаге», ибо повествование о жизни и творчестве замечательного художника эмоционально и тематически следует за изображением — репродукциями его произведений.
В последние годы жизни также сотрудничала с журналом «Кинограф» (издание НИИ киноискусства), где публиковала статьи о проблемах кино и телевидения, воспоминания.
Скончалась 4 сентября 2010 года. Похоронена на Армянском кладбище.

## Семья
- Муж — Андрей Александрович Муат (1916—1990), режиссёр. Приёмный сын художника Бориса Такке, члена общества художников «Бубновый валет»
  - Дочь — Мария Муат (род. 1951), режиссёр-мультипликатор

## Фильмография

### Режиссёр
- 1966 — Неизвестная…
- 1966 — Тени старого замка
- 1968 — … И снова май!
- 1972 — Враги (совм. с Александром Каревым)
- 1973 — Единственный свидетель (совм. с Виктором Станицыным)
- 1974 — Перед заходом солнца (совм. с Леонидом Хейфецом)
- 1974 — Чайка (совм. с Борисом Ливановым, Сергеем Десницким)
- 1975 — Охотник за браконьерами
- 1975 — Свадьба Кречинского (совм. с Леонидом Хейфецом)
- 1976 — Ярмарка тщеславия (совм. с Игорем Ильинским)
- 1977 — Униженные и оскорблённые (совм. с Евгением Велиховым)
- 1978 — Расмус-бродяга
- 1981 — Немухинские музыканты
- 1984 — Стрела Робин Гуда (совм. с Александром Бурдонским)
- 1985 — Непохожая (совм. с Владимиром Алениковым)

### Сценарист
- 1966 — Тени старого замка